# Gabriel Spilar
Gabriel Spilar (bis 2009 Gabriel Špilár; * 15. Dezember 1980 in Košice) ist ein ehemaliger slowakischer Eishockeyspieler, der einen Großteil seiner Karriere beim HC Košice in der slowakischen Extraliga verbrachte. Seit 2020 ist er dort Sportmanager. Er wurde insgesamt fünfmal slowakischer Meister.

## Karriere
Gabriel Spilar begann seine Karriere als Eishockeyspieler in der Jugend des HC Košice, in der er bis 1998 aktiv war. Anschließend spielte er in der Saison 1998/99 für die North Bay Centennials, die ihn beim CHL Import Draft 1998 in der ersten Runde als insgesamt 57. Spieler ausgewählt hatten, in der kanadischen Top-Juniorenliga Ontario Hockey League. Jedoch kehrte er bereits nach nur einem Jahr zum HC Košice zurück, für den er in der Saison 1999/00 sein Debüt in der slowakischen Extraliga gab. Dabei erzielte der Angreifer in 44 Spielen insgesamt 17 Scorerpunkte, darunter zehn Tore. Im Folgejahr gewann er mit dem Klub die slowakischer Meisterschaft. Nach drei Spielzeiten in der Profimannschaft des HC Košice wechselte der Rechtsschütze für die Saison 2003/04 zum HC Sparta Prag, mit dem er in dieser Spielzeit den dritten Platz in der tschechischen Extraliga belegte.
Die Saison 2004/05 begann Spilar beim HC Slovan Bratislava, der am Saisonende slowakischer Meister wurde. Noch während der Spielzeit unterschrieb der ehemalige OHL-Spieler jedoch bei seinem Ex-Club aus Košice. Im folgenden Jahr gelang es dem Flügelspieler den Meistertitel zu verteidigen. Dieses Mal begann er die Saison beim HC Zlín in Tschechien und beendete sie bei MsHK Žilina in der Slowakei. Mit 13 Scorerpunkten, darunter fünf Tore, in 17 Playoff-Spielen spielte er beim Gewinn der Meisterschaft eine entscheidende Rolle. Trotz des Erfolges verließ er Žilina wieder und spielte die folgenden zwei Jahre für deren Ligarivalen Košice. Im Sommer 2008 wurde Špilár von Barys Astana aus der neugegründeten Kontinentalen Hockey-Liga verpflichtet, für die er eine Saison in der KHL absolvierte. Danach kehrte er in die Slowakei zurück und schloss sich dem MsHK Žilina an.
Im Januar 2010 verließ er den MsHK Žilina und wurde von Espoo Blues aus der SM-liiga unter Vertrag genommen. Im Sommer 2010 kehrte er in seine Heimat zurück und wurde vom HK Nitra verpflichtet. Zur Saison 2011/12 wechselte der Slowake zu Kaszink-Torpedo Ust-Kamenogorsk aus der Wysschaja Hockey-Liga, der zweiten russischen Spielklasse, kehrte aber schon im November 2012 in die Slowakei zurück und wurde von seinem Heimatverein unter Vertrag genommen. Dort spielte er (mit einer zweimonatigen Unterbrechung 2017) bis 2019 und gewann 2014 und 2015 seine vierte und fünfte Meisterschaft. Von 2019 bis 2020 ließ er seine Laufbahn beim HK Dukla Michalovce ausklingen.
Seit 2020 ist er als Sportmanager beim HC Košice tätig.

## Erfolge und Auszeichnungen
- 2001 Slowakischer Meister mit dem HC Košice
- 2005 Slowakischer Meister mit dem HC Slovan Bratislava
- 2006 Slowakischer Meister mit dem MsHK Žilina
- 2014 Slowakischer Meister mit dem HC Košice
- 2015 Slowakischer Meister mit dem HC Košice

## KHL-Statistik
(Stand: Ende der Saison 2010/11)